# Хамарский собор
Хамарский собор (норв. Hamar Domkirke) — лютеранская церковь в городе Хамар, Хедмарк, Норвегия. Соборная церковь диоцеза Хамара.
Когда Хамар получил статус города, в 1849 году была построена церковь по проекту архитектора Генриха Эрнста Ширмера; поскольку город быстро разрастался и, чтобы охватить всю территорию, два года спустя был образован диоцез Хамара. Собор был освящён 15 декабря 1866 года. Внешний вид сооружения в простом и строгом немецком романском стиле практически не изменился со времени его строительства.
В 1920-х годах в интерьер было внесено несколько изменений. В 1950 году по инициативе епископа Кристиана Шелдерупа интерьер был значительно обновлён по проекту архитектора Арнштейна Арнеберга: от предыдущей обстановки остались лишь опорная конструкция для органа, купель для крещения и два серебряных подсвечника. Собор с новым интерьером был открыт 9 мая 1954 года.